# エシュタンシア山
エシュタンシア山（ポルトガル語、Monte Estância）とは、アフリカ大陸のすぐ西の大西洋上に位置する、バルラヴェント諸島を構成する島の1つであるボア・ヴィスタ島に存在する山の1つである。

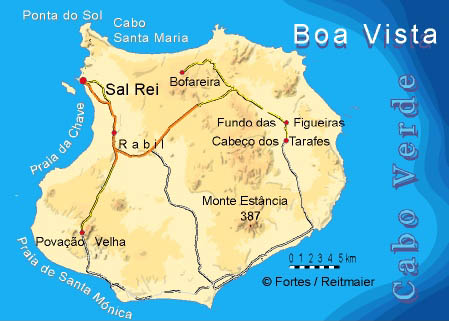
ボア・ヴィスタ島の全島地図。この島の南東部のMonte Estânciaと書かれている場所が、エシュタンシア山である。

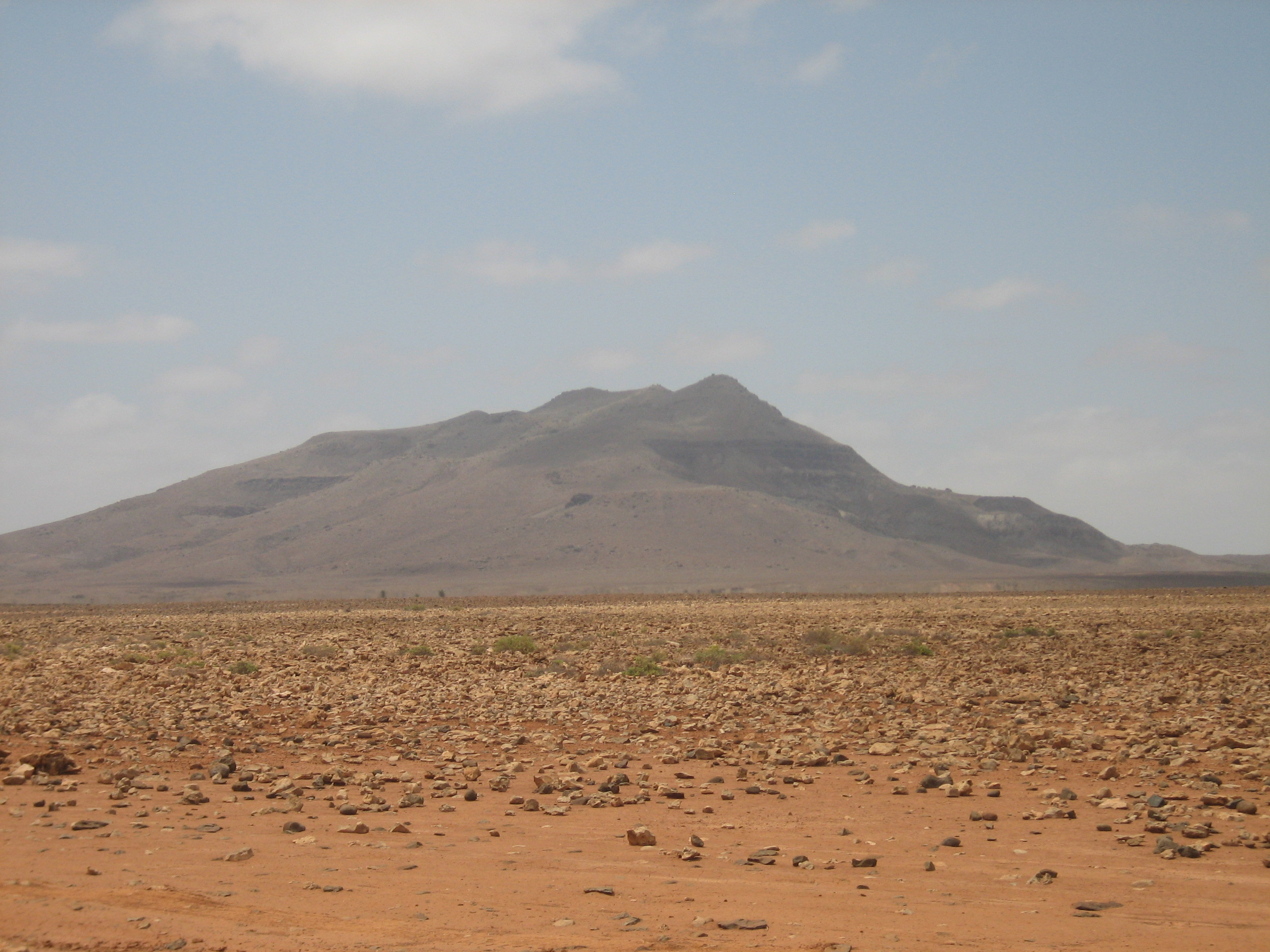
エシュタンシア山を東側から見たところ。

エシュタンシア山は島の南東部に位置していて、島の中心都市であるサル・レイの町からは、だいたい南東に20kmほどの場所である。山頂の標高は約387mに過ぎないものの、このボア・ヴィスタ島においては最高峰である。この山は、かつて成層火山として形成されたと考えられているものの、
現在では
、
すでに完全に活動を停止した死火山と見られている。